# Тоулсон, Луис
Луис Тоулсон (англ. Lois Toulson; род. 26 сентября 1999, Хаддерсфилд, Йоркшир и Хамбер) — британская прыгунья в воду, бронзовый призёр летних Олимпийских игр 2024 года, призёр чемпионатов мира, трёхкратная чемпионка Европы года. Участница летних Олимпийских игр 2016, 2020, 2024 годов.

## Биография
Луис Тоулсон родилась в 1999 году в Хаддерсфилде в Англии.
В 2015 году на I Европейских играх в Баку стала победительницей в соревнованиях по прыжкам в воду с десятиметровой вышки. В 2016 году приняла участие в летних Олимпийских играх в Рио-де-Жанейро. В соревнованиях по синхронным прыжкам с вышки заняла итоговое пятое место, набрав 319,44 балла.
В 2018 году на чемпионате Европы в Глазго стала чемпионкой в синхронных прыжках с десятиметровой вышки.
В 2020 году на чемпионате Европы в Будапеште британка завоевала серебро в синхронных прыжках с вышки. В 2021 году приняла участие в соревнованиях летних Олимпийских игр в Токио. Она в паре с Эден Чен, в синхронных прыжках с вышки, заняла итоговое седьмое место.
В Фукуоке, в 2023 году, на чемпионате мира стала серебряным призёром в синхронных прыжках с вышки в паре с Андреа Спендолини-Сириэкс.
В 2024 году, в Дохе, Луис стала бронзовым призёром в синхронных прыжках с десятиметровой вышки.
На летних олимпийских играх в Париже, в синхронных прыжках с вышки стала бронзовым призёром олимпийского турнира. Её партнёршей была Андреа Спендолини-Сириэкс, а итоговый результат составил — 304,38 баллов.